# Hunaldo II de Aquitania
Hunald II, también escrito Hunold, Hunoald, Hunuald o Chunoald (francés: Hunaud), fue el duque de Aquitania y de Vasconia entre 768 y 769. Era probablemente hijo del duque Waiofar, que había sido asesinado por orden de Pipino el Breve en 768. Reclamó el ducado tras la muerte de Pipino, pero su revuelta fue aplastada por el hijo mayor de éste, Carlomagno. Hunaldo huyó al ducado de Vasconia, pero fue entregado a Carlomagno y puesto en cautividad. Nada más se supo de él.

## Biografía
Siguiendo los patrones onomásticos de la época, Hunaldo fue probablemente nombrado por su abuelo, Hunaldo I. Todos los miembros de su familia, incluyéndolo, llevaron nombres de origen germánico. Algunos historiadores han especulado que Hunaldo I, que se había retirado a un monasterio en 745, habría regresado de su retiro para gobernar otra vez en 768. Esto es improbable por cuestiones cronológicas, y  hay una tradición de que Hunaldo murió en Roma en 756. La mayoría de historiadores los consideran personas diferentes.
Cuando Waiofar fue asesinado en 768, Hunaldo II huyó a Gascuña (Vasconia). Tras la muerte de Pipino, sin embargo, regresó para iniciar una revuelta en Aquitania. Las provincias del reino franco habían sido divididas a la muerte de Pipino entre sus hijos Carlomagno y Carloman. La propia provincia de Aquitania se dividió entre ellos. De todas formas,  estaba totalmente bajo control Franco a la muerte de Pipino.
Las noticias de la revuelta de Hunaldo llegaron a Carlomagno probablemente en Rouen en marzo o abril de 769.  Según su biógrafo, Eginardo, se mostró tan preocupado que «llegó a pedir ayuda a su hermano». Informó a Carloman y concertó una reunión en Moncontour, pero Carloman se negó a participar o a proporcionar tropas para atacar Aquitania.
Carlomagno marchó entonces con su pequeño retén a Mornac, donde llegó a finales de mayo, y de allí a Angulema. Según Eginardo, Carlomagno perseguía a Hunaldo pero era incapaz de atraerlo a una batalla por su conocimiento del terreno. En Angulema, Carlomagno empezó a reclutar un ejército mayor. Partió en julio hacia la confluencia del Dordoña y del Garona, la frontera entre Aquitania y Gascuña. Cerca la confluencia de los ríos, Carlomagno construyó una fortaleza que fue conocida como «la de los francos», Franciacum (hoy Fronsac). Dado que Hunaldo había huido nuevamente a Gascuña, Carlomagno mandó enviados al duque Lupo II de Vasconia ordenándole encontrar y arrestarlo junto a su familia y entregárselos. Aterrorizado, según Eginardo, Lupo capturó a Hunaldo y a su mujer y les entregó a los representantes de Carlos. Carlos cruzó entonces el Garona para aceptar la sumisión formal del duque en persona. En la campaña de 769, Carlomagno parece para haber seguido una política de «fuerza agobiante» y evitar una importante batalla.